# Kurt Stettler
Kurt Stettler (Bern, 1932. augusztus 21. – Zürich, 2020. december 8.) svájci labdarúgókapus.
A svájci válogatott tagjaként részt vett az 1962-es labdarúgó-világbajnokságon.